# Domnonée
La Domnonée (lat. Dumnonia) désigne au VIe siècle un royaume brittonique centré sur le Sud-Ouest de l'Angleterre. Le terme est ensuite employé à partir du VIIIe siècle dans l'hagiographie bretonne pour désigner une partie de la péninsule armoricaine.

## Situations géographiques

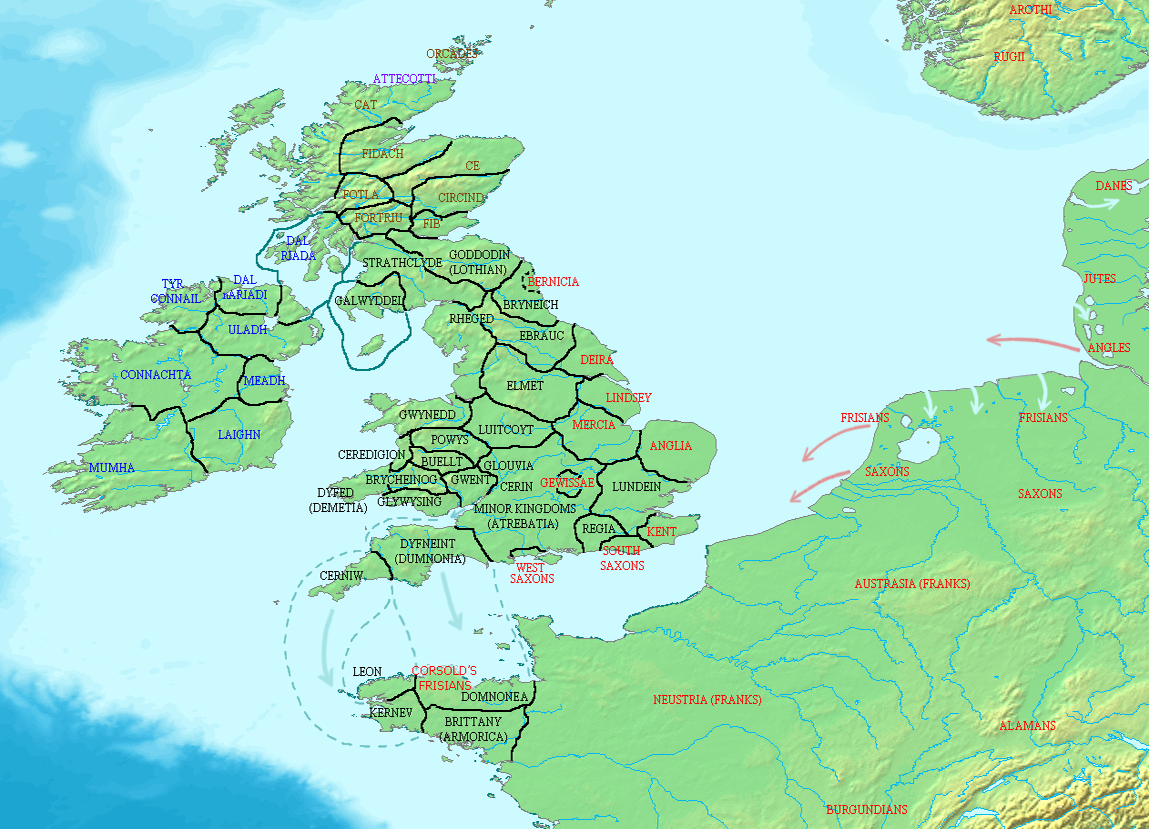
Carte présentant la Dumnonia au nord de la Manche et la Domnonée au sud.

### Grande-Bretagne
En Grande-Bretagne, alors appelée « Bretagne insulaire », ce royaume s'est étendu sur l'actuel comté  de Devon (ce dernier nom étant l'évolution du mot Dumnonia), et antérieurement aussi sur le domaine des Durotriges autour de Dorchester dans le Dorset jusqu'en 614 et le Somerset jusqu'en 658. Les Cornouailles étaient peut-être aussi incluses car le roi Ine de Wessex n'atteint le Tamar qu'en 710. D'ailleurs, en anglais, on distingue la Dumnonée (Dumnonia), pays insulaire, de la Domnonée, pays continental.

### Armorique
En péninsule armoricaine, alors appelée « Petite Bretagne », le royaume aurait été fondé par Riwal et s'étend sur la zone correspondant à la côte nord de la Bretagne : du Trégor au pays de Dol, en passant par le Goëlo et le Penthièvre. Après 530, il inclut le futur Pays de Léon. Cette Domnonée était subdivisée en un certain nombre de pagi : le pagus Achmensis ou pays d'Ach (correspondant à l'ouest du Bas Léon), la Kemenet-Ili entre la Flèche et l'Aber-Wrac'h, le pagus Dourdur (entre l'Aber-Wrac'h et le Queffleut), le pagus Castri ou Paou-Kaer, ou Poher (autour de Carhaix), le pagus Castelli ou Poucastel (entre Queffleut et Douron), le pagus Civitatis (entre le Douron et le Léguer, avec pour capitale Le Yaudet), le pagus Treher (entre le Léguer et le Leff), le pagus Gouelou ou Goëlo (entre le Trieux et le Gouët), le pagus Penteur (entre la Baie de Saint-Brieuc et l'Arguenon), le pagus Doudour ou pagus Paoudour (Poudouvre, entre l'Arguenon et la Rance), le pagus Aleti (Aleth, à l'est de la Rance), le pagus Racter (allant peut-être jusqu'à la Sélune), le pagus trans sylvam (« d'Outre-Forêt » ou Porhoët, autour de Mûr-de-Bretagne), le pagus Orcheus autour de Bécherel.

## Étymologie
Le nom de Domnonée vient des Dumnonii, peuple celte brittonique de l'île de Bretagne qui habitait le Devon et une partie des Cornouailles. Dans les langues celtiques il signifie « habitants des vallées profondes », issu du celtique dubno « profond, monde » (gallois moderne Dyfnaint, cornouaillais Dewnans, breton Devnent).

## Histoire
La liste des princes de « Domnonée britannique » commence, elle, au début du IVe siècle avec Eudaf Hen en Grande-Bretagne.
Riwal (ou Rivallon Mucmazon) fonde le royaume de la « Domnonée armoricaine » vers 500. Il arrive avec une grande flotte. Il venait du royaume de Gwent dans le sud-est du Pays de Galles et « il continua à régner en tant que dux Brittonum de chaque côté de la mer jusqu’à sa mort ». Il fut élu roi, tant par les indigènes que par les Bretons. Riwall dut débarrasser le pays d’une bande de Frisons qui avait pour chef un certain Corsold. On doit retenir l'étroitesse des liens politiques entre la Bretagne insulaire (Pays de Galles, Cornouailles, Devon), et la Bretagne armoricaine du continent qui accueille de nombreux rois, princes, clercs et fondateurs de la Bretagne insulaire. Nous les voyons traverser la Domnonée insulaire avant de passer la Manche. Il faut se persuader que la mer unissait alors plus qu’elle ne séparait. Dans les traditions relatives à la colonisation de la Bretagne par les Bretons insulaires, nous retrouvons des royaumes doubles de ce genre.
Vers 580, Judaël devint roi de Domnonée, succédant à son père Judual. À sa mort en 605, (Saint) Judicaël, prit sa place puis après vingt ans, laisse son trône à son frère Judoc (Saint Josse) qui renonce au trône pour une vie religieuse, puis à son fils ou neveu Winoc qui refuse également le trône. De nombreux lieux seront nommés du nom des chefs de clans précédé de gwi- (du latin vicus), plou- ("paroisse") et ultérieurement tre- (hameau, subdivision de la paroisse) ou de chefs religieux : lan- ("ermitage, monastère").

## Hagiographies

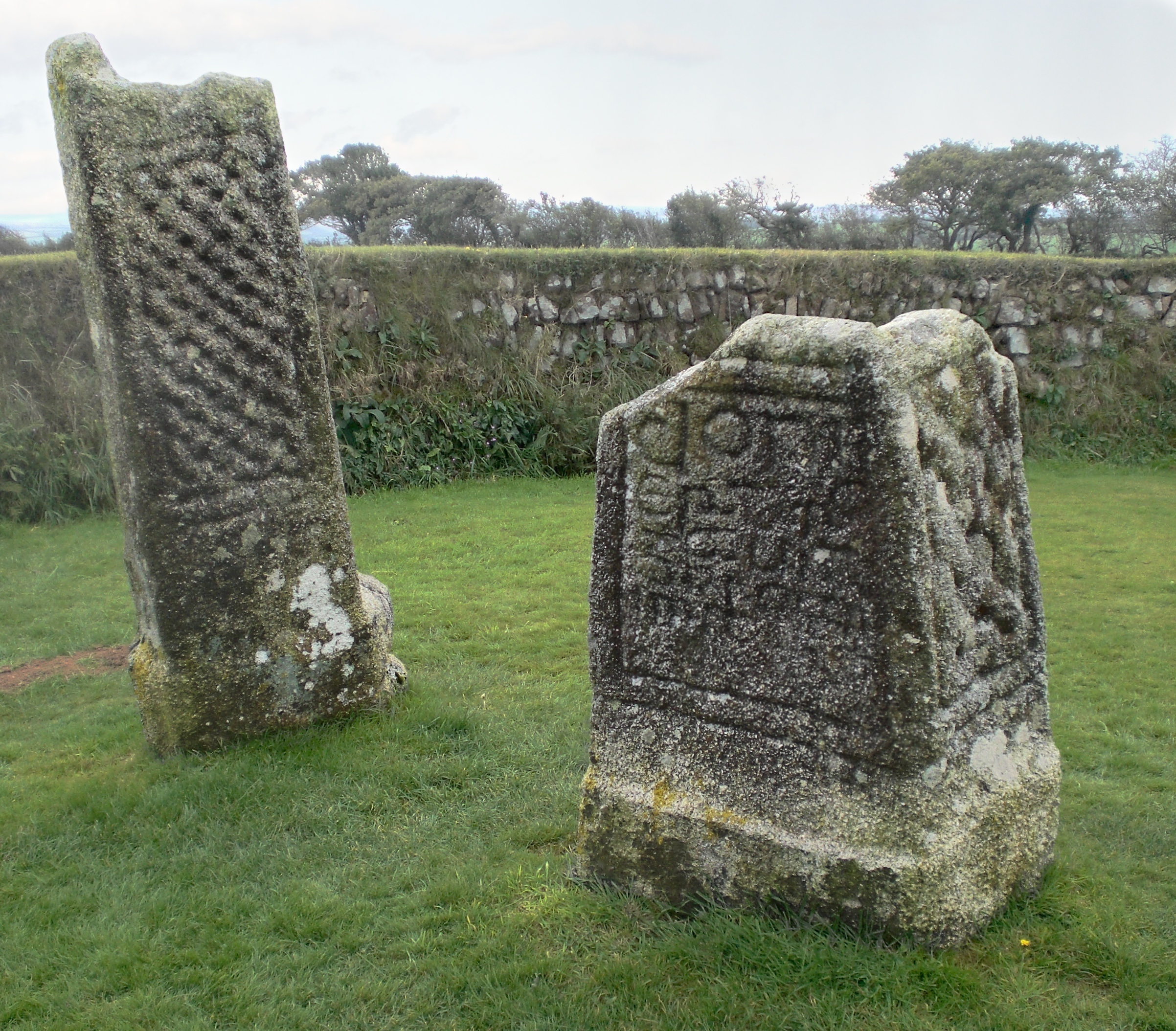
Site de la pierre du roi Doniert, près de St. Cleer en Cornouailles, Royaume-Uni. La pierre de droite est l'actuelle « pierre de Doniert » et porte une inscription indiquant que le roi Doniert a fait construire la croix pour le bien de son âme. La pierre de gauche est appelée « l'autre moitié de la pierre »

Les sources hagiographiques (vies de saint Guénolé, saint Corentin, sainte Ursule, saint Ronan et saint Pol Aurélien, dit le Domnonéen par un de ses hagiographes, ainsi que les chartes en partie forgées de Landévennec), permettent de mettre en évidence l'étroitesse des liens politiques et religieux entre l'ouest du Pays de Galles et la Bretagne qui accueille de nombreux rois, comtes et fondateurs religieux issus du premier. Or ces personnes traversent la Domnonée insulaire avant de passer la Manche. Les liens étroits se traduisent par des possessions sur les deux côtés de la Manche. Par exemple, l'abbaye Notre-Dame de Beauport, avant Henri VIII d'Angleterre, possédait des paroisses sur la côte de Goëlo et dans l'actuel Devon.

## Hypothèses
On a émis l'hypothèse d'une seule souveraineté sur les deux royaumes et Conomor, qui semble être le même homme ayant laissé des traditions de chaque côté, en aurait été l'un des bénéficiaires. Il aurait alors été un chef militaire des Bretons insulaires romanisés qui gardait la Manche des attaques de pirates, peut-être en parfait accord avec Childebert Ier, fils de Clovis.
- Ce royaume double en Bretagne continentale et dans le Devon donne une identique au royaume de Dalriada, qui lui est contemporain ; l'hypothèse de souveraineté double n'est donc pas sans équivalent historique.
- Ce royaume des deux rives de la Manche se retrouve dans les noms doubles, continentaux et insulaires, de ses provinces : non seulement Domnonia correspond à Dumnonia mais aussi le Cornovia de la Cornouaille correspond au Cornovia de la Cornouailles britannique.
- Cette hypothèse d'un règne unique du souverain légendaire, Conomor, relie la région au comté du Poher (lire l'article générique).